# 田フツ
田 巿（でん ふつ、? - 紀元前206年）は、秦末前漢初期の斉の王。田儋の子。田儋の従弟の田栄に斉王に擁立されたが、後に田栄に殺された。『史記』「田儋列伝」に記述がある。

## 生涯
秦の二世2年（紀元前208年）6月、秦末期の騒乱で自立して斉王となった田巿の父にあたる田儋が、魏王の魏咎の援軍に赴いた際に秦軍の章邯に敗れて戦死を遂げる。田儋の従弟である田栄と田横は東阿にまで敗走した。
同年7月、斉の人は、新しい斉王に田假（斉王建の弟）を擁立する。東阿は秦軍により包囲された。
同年8月、楚の項梁の救援により章邯は敗れ、東阿は包囲から解かれる。 田栄は田假が斉王に擁立されたことを認めず、田假を攻撃して楚に追放し、従子にあたる田巿を斉王に擁立した。田巿が王となると、田栄は斉の相となり、田栄の弟の田横が将軍となり、斉の実権は田栄が握って、斉の地を平定した。
その一方で、斉は田假を殺すことに同意しない項梁の援軍派遣要請を断わった。
同年9月、斉からは高陵君（に封じられた）の顕（姓は不明）を楚の項梁への使者として送るが、項梁は章邯に敗れ、戦死した。
二世3年（紀元前207年）10月、斉の将である田都が、趙（趙歇）の援軍に向かう宋義を上将軍とする楚軍に入り、次将である項羽を支援する。
同年11月、安陽に楚の軍を留めた宋義の息子である宋襄を斉の相とする。しかし、宋義と宋襄は項羽により、殺害された。項羽は楚の上将軍となり、趙の救援に赴いた。
同年12月、項羽が秦を滅ぼす。
高祖元年（紀元前206年）正月頃、項羽は叔父の項梁に援軍を送らなかった田栄を恨んでおり、諸侯王が定める際、斉は3つに分けられ、田巿は斉王から遷されて、その一つである膠東王に封じられて、即墨を都とすることになった。また、田栄は王になれなかった。
同年5月、田栄は斉王に封じられた田都を討ち、田都は楚に逃亡した。田巿は田栄に留められ、膠東に行かせないように抑制された。
同年6月、田巿の側近は、「項王（項羽）は、強く横暴です。王（田巿）は膠東にいくべきです。国に行かなければ、確実に危険でしょう」と進言する。田巿は恐れて、すぐに（田栄のもとから）逃亡して、膠東に赴いた。田栄はこのことを聞いて怒り、追撃して田巿を即墨にて殺した。
田栄は、三つに分かれた三斉 の地を統一し、斉王を名乗った。